# Paracirrhites arcatus

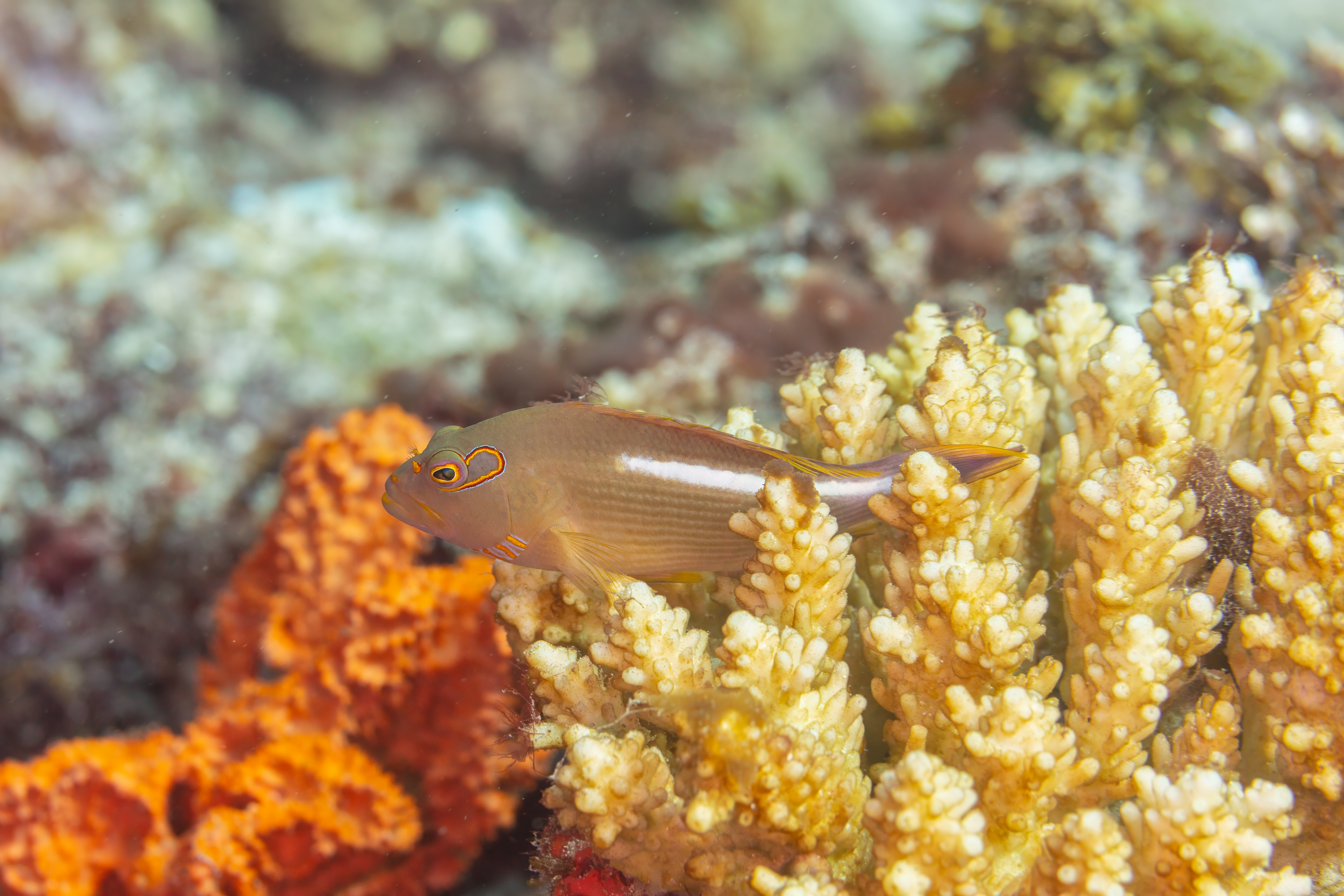
Ejemplar en Zanzíbar, Tanzania.

Paracirrhitas arcatus es una especie de pez perteneciente a la familia de los cirrítidos.

## Descripción
- Puede llegar a medir 20 cm de longitud.
- Tiene 10 espinas y 11 radios blandos en la aleta dorsal y 3 espinas y 6 radios blandos en el anal.
- Presenta una gran gama de colores pero siempre tiene un anillo que se extiende alrededor y detrás de los ojos.[2][3]

## Alimentación
Come principalmente gambas, pequeños peces, cangrejos y otros crustáceos.

## Depredadores
En la Polinesia Francesa es depredado por Cephalopholis argus.

## Hábitat
Es un pez marino, bentónico, asociado a los arrecifes y de clima tropical (25 °C-27 °C; 32 °N-28 °S) que vive entre 1 y aprox. 90 m de profundidad (normalmente, entre 1 y 35) sobre corales de los géneros Stylophora, Pocillopora y Acropora.

## Distribución geográfica
Se encuentra en la cuenca Indo-Pacífica: de África oriental hasta Hawái, las islas de la Línea, Mangareva, el sur de Japón y Australia.

## Observaciones
Es inofensivo para los humanos.